# بوسلفان
بوسلفان (بالإنجليزية: Busulfan)‏ هو دواء يُستعمل في علاج:
- ابيضاض المحببات المزمن[9]
- كثرة الحمر الحقيقية[9]
- تليف نقوي[9]
- لوكيميا نخاعية حادة[10]
- لمفوما بائية الخلايا[10]

## دوره
يلعب هذا الدواء دورًا في علاج الأمراض كونه:
- دواء كبت مناعة